# Jérémie Delprat
 (octobre 2010).
Si vous disposez d'ouvrages ou d'articles de référence ou si vous connaissez des sites web de qualité traitant du thème abordé ici, merci de compléter l'article en donnant les références utiles à sa vérifiabilité et en les liant à la section « Notes et références ».
Pour les articles homonymes, voir Delprat.
Jérémie Gérard Delprat, né le 28 décembre 1983 à Pau dans les Pyrénées-Atlantiques, est un joueur français de pelote basque. Formé à Coarraze-Nay, il évolua par la suite au sein du club de Sauveterre de Béarn. Il a été membre de l'Équipe de France de pelote basque[réf. nécessaire]. Après une petite période au sein de la Real Sociedad, il quitte le monde de la Pelote Basque afin de se consacrer à sa carrière militaire en tant que Pilote d'hélicoptères. Au cours de celle-ci, il se tourna vers un autre sport de raquettes le Badminton où il devînt Finaliste aux Championnats de France Militaires à  Kremlin-Bicêtre 2022. A l'issue de ceux-ci, il prendra quelques mois plus tard sa retraite militaire en 2022 et créa sa société immobilière Jérémie Delprat By KW pour le groupe Keller Williams.
Marié en 2012 avec Mélina Delprat Née Cachat, ils accueilleront en 2014 leur fils Titouan.

## Palmarès
En championnats
- Championnats du monde paleta cuir mur à gauche
  - Vice-champion (1) : 2001[réf. nécessaire]
  - Troisième (1)
- Championnats d'Europe paleta cuir mur à gauche
  - Champion (2) : 1999 et 2001[réf. nécessaire]
- Championnats de France paleta cuir mur à gauche
  - Champion (3) : 1999, 2001 et 2003[réf. nécessaire]
  - Vice-champion (4)

En tournois
- Finaliste du Tournoi International de Brive-la-Gaillarde paleta cuir mur à gauche en 2004
- Demi-finaliste du Tournoi international de Barcelone paleta cuir mur à gauche en 2003
- Vainqueur du Tournoi fédéral de paleta baline mur à gauche en 1998
- Plusieurs fois finaliste Championnat du Béarn.
- Vainqueur de multiples tournois en mur à gauche paleta gomme pleine

## Clubs
- 1991 : Formé à Coarraze-Nay
- 1999 : Sauveterre de Béarn
- 2000 : Pôle France Cassin
- 2004 : Real Sociedad San Sebastian (Espagne)
- 2005 : Biarritz Olympique Pelote Basque
- 2007 : Association Tourcoing Pelote